# Wenzel Anton von Kaunitz-Rietberg
(Wenzel Anton von Kaunitz-Rietberg dalla relazione sul ruolo stato-chiesa a Giuseppe II del 1768.)
Wenzel Anton von Kaunitz-Rietberg (Vienna, 2 febbraio 1711 – Mariahilf, 27 giugno 1794) è stato un diplomatico e politico austriaco.
Egli fu per molto tempo il principale esponente del dispotismo illuminato e vettore di molte riforme nazionali nell'Impero di quegli anni come consulente dapprima di Maria Teresa (sotto la quale ebbe ampio potere) e poi di Giuseppe II, Leopoldo II e Francesco II, nonché primo vero fondatore del Consiglio di Stato austriaco. Come cancelliere, fu inoltre responsabile della politica estera. Contribuì alla ripresa delle relazioni diplomatiche con la Francia durante la guerra dei sette anni.

## Biografia

### I primi anni e la carriera diplomatica

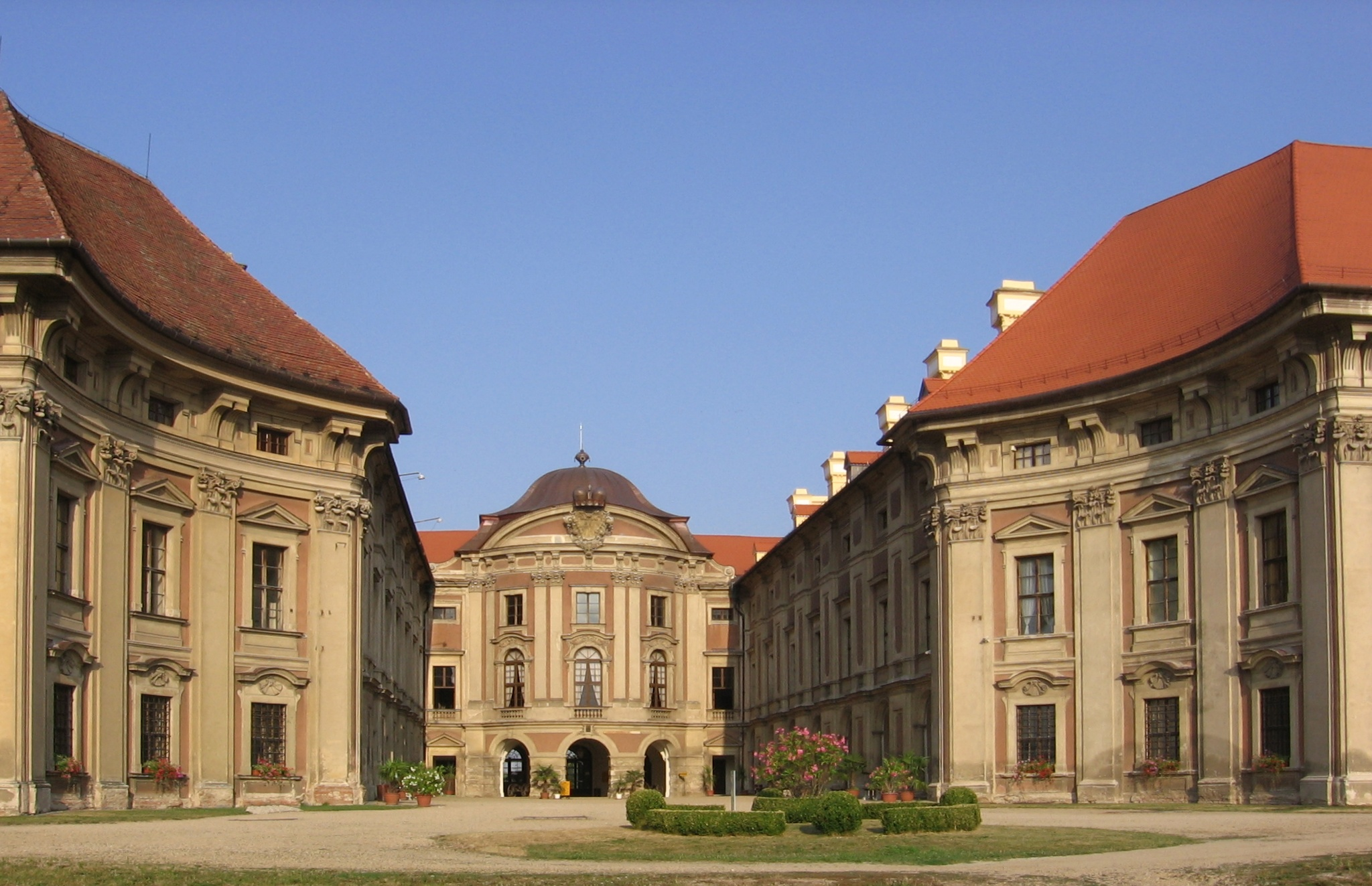
Il castello di Slavkov, residenza della famiglia Kaunitz, ove crebbe Wenzel Anton

Kaunitz nacque a Vienna da un'antica famiglia nobile della Boemia, che aveva la propria sede storica in Moravia e venne battezzato nella Schottenkirche (Chiesa scozzese) proprio di fronte alla residenza dei genitori. Suo padre era Maximilian Ulrich von Kaunitz (1679-1746), governatore della Moravia, e sua madre Maria Ernestina della Frisia orientale-Rietberg, figlia del conte Ferdinando Massimiliano. Tra gli antenati di suo padre, spiccavano il principe Carlo I del Liechtenstein e l'imperatore Massimiliano I del Sacro Romano Impero. Sua madre era discendente diretta di re Gustavo I di Svezia. Wenzel Anton crebbe tra la residenza dei suoi antenati, il castello di Slavkov, e la capitale viennese dove i conti Kaunitz possedevano un palazzo signorile.
Grazie alla propria influenza politica ed economica, il padre di Wenzel Anton aveva pensato per lui alla carriera ecclesiastica ed era riuscito nel 1724 a ottenere da papa Benedetto XIII un posto come canonico presso la cattedrale di Münster. L'idea di Maximilian Ulrich a ogni modo non era quello di relegare il figlio allo stato clericale, ma semplicemente di garantirgli delle entrate senza prendere i voti. Il Kaunitz si dimise dal canonicato nel 1733, mentre già si era laureato in legge nel 1731. Successivamente intraprese il suo Grand Tour che lo portò dapprima a Berlino, poi nei Paesi Bassi, in Italia e infine a Parigi, facendo ritorno a Vienna nel 1734 ove iniziò la sua carriera politica e diplomatica.
Largamente favorito da Maria Teresa, divenne ambasciatore a Torino (1741-1744) dove riuscì a consolidare l'alleanza tra l'Impero e il Regno di Sardegna. Fu poi amministratore dei Paesi Bassi austriaci nel corso dell'assenza del governatore locale, il principe Carlo Alessandro di Lorena, dall'ottobre del 1744 al giugno del 1746; egli  fu formalmente governatore alla morte della governatrice, l'Arciduchessa Maria Anna, sorella dell'Imperatrice Maria Teresa nel dicembre del 1744.
Nel 1746, alla morte del padre, gli succedette al titolo di Conte di Rietberg.
Successivamente, l'invasione francese dei Paesi Bassi austriaci, portò Kaunitz a una ritirata con tutto lo staff di governo, dapprima ad Anversa, poi ad Aquisgrana, dove egli rappresentò l'Austria al Congresso di Aquisgrana, atto conclusivo della guerra di successione austriaca (1748). Divenuto membro del Consiglio privato dal 1749 al 1750, nel corso della riunione segreta del 5 maggio 1749 formulò per primo l'idea politica della necessità di recuperare la Slesia e che quindi l'alleanza con la Francia in funzione anti-prussiana fosse quanto mai auspicabile. Per tale fine venne nominato ambasciatore alla corte di Versailles dal 1750 al 1753, dove egli cooperò alle trattative che porteranno alla futura alleanza tra Borboni e Asburgo.

### Il ruolo di Cancelliere dell'Impero

#### La grande influenza nel governo di Maria Teresa

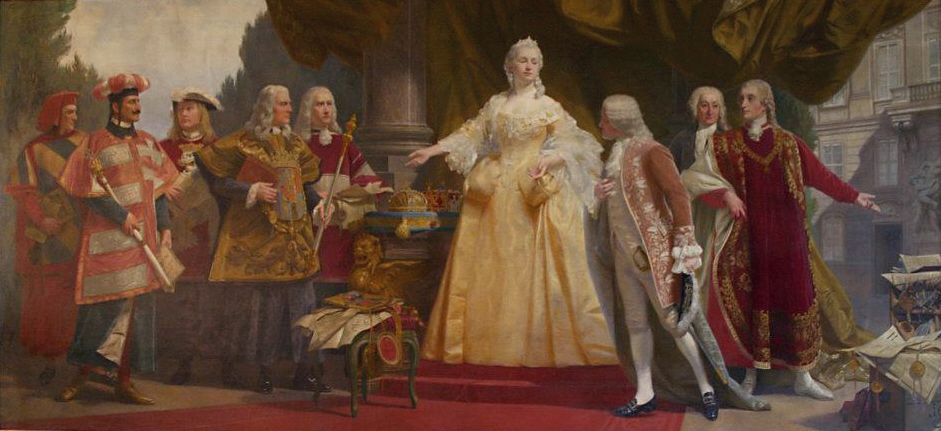
Dipinto del 1903 realizzato nell'edificio dello Staatsarchiv di Vienna raffigurante la fondazione dell'archivio: Maria Teresa è attorniata dalle personalità più influenti del suo governo: il cancelliere Kaunitz è il primo sulla destra

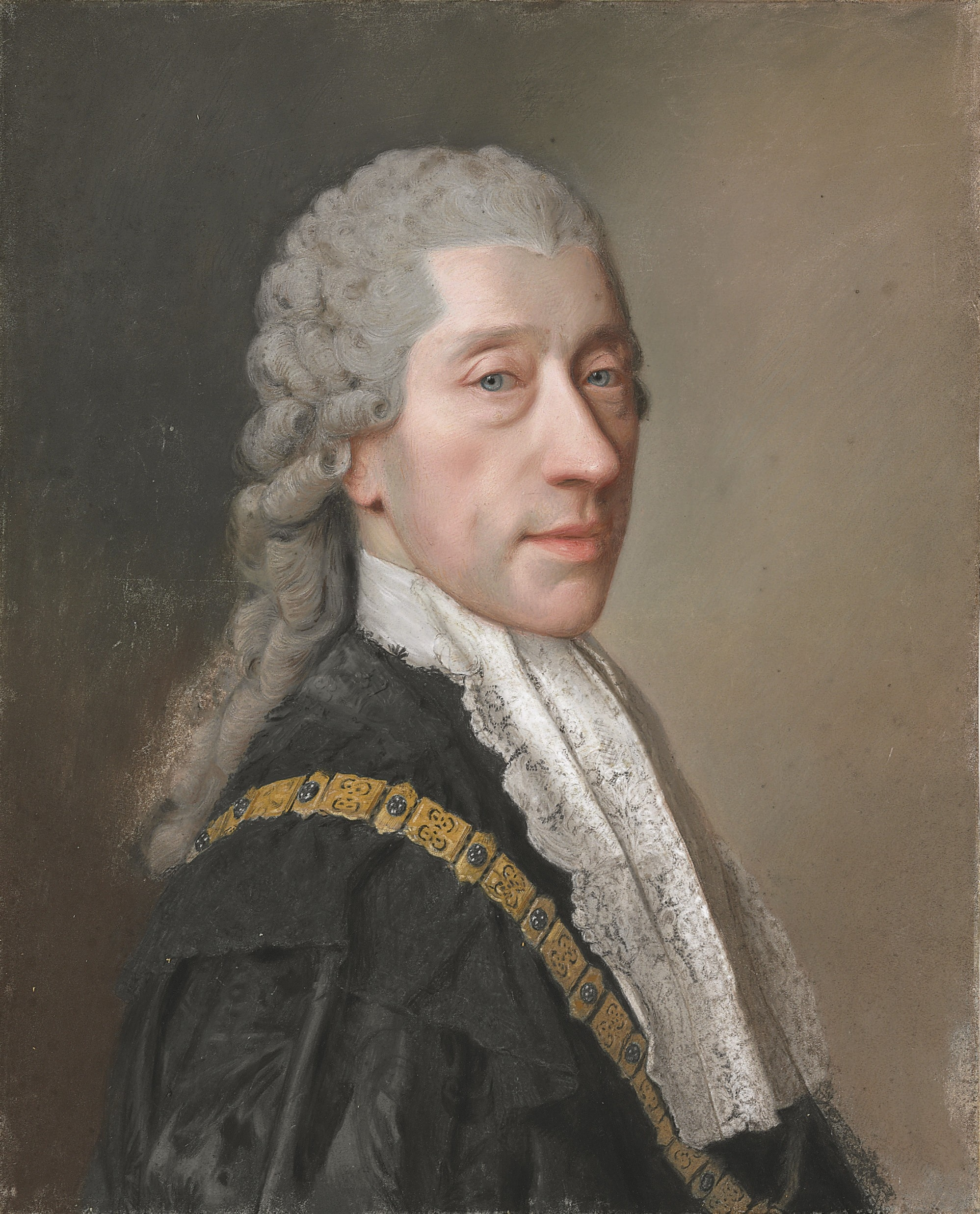
Wenzel Anton von Kaunitz-Rietberg nelle vesti di cancelliere in un ritratto di Jean-Étienne Liotard del 1762

Il compito più importante e difficile che ebbe Kaunitz in Austria, però, fu quello di Cancelliere di Stato, che ricoprì dal 1753 al 1792, godendo della massima fiducia di Maria Teresa. Grazie a lui, gli Asburgo poterono entrare quindi in trattative con i Borboni (e successivamente anche con i Romanoff in Russia e con gli Holstein-Gottorp in Svezia) nel 1756 contro il Regno di Prussia per riottenere la regione della Slesia, che l'Austria aveva dovuto cedere alla Prussia nel corso delle guerre di Slesia. I suoi lunghi e fedeli anni di servizio in questa posizione, unitamente alla preziosa e sapiente capacità di gestire le alleanze in campo internazionale, consentirono all'Austria di emergere a differenza di quanto fatto dal suo predecessore, il barone Anton Corfiz Ulfeld.
Kaunitz fondò il Consiglio di Stato austriaco, lo Staatsrat, nel 1761, riorganizzando l'esercito, avvalendosi di figure come Leopold Joseph von Daun e lavorando a pieno per far trionfare il giuseppinismo, assoggettando la chiesa allo stato. Egli seguì fedelmente gli ideali dell'Illuminismo e auspicò anche numerose riforme scolastiche. In Italia fu il fondatore e il principale promotore del Catasto teresiano, prima opera di mappatura completa della superficie del ducato lombardo.
Dal 1764 Kaunitz venne elevato al grado di Principe dell'Impero di Kaunitz-Rietberg, di cui egli era stato il primo rappresentante.

#### Il difficile rapporto con Giuseppe II e la promozione del giuseppinismo

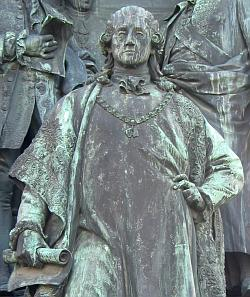
Wenzel Anton von Kaunitz-Rietberg in un particolare del piedistallo del monumento a Maria Teresa d'Austria presente a Vienna

Dopo la morte di Francesco Stefano di Lorena nel 1765, il Kaunitz divenne ancora più influente nei confronti di Maria Teresa, anche se così non fu nei confronti del successore al trono, Giuseppe II. Sotto il governo di quest'ultimo, l'influenza del cancelliere si trovò ormai in fase declinante e già dopo un anno dall'ascesa al trono del nuovo Imperatore, il Kaunitz aveva presentato invano le proprie dimissioni. Tra i due c'erano delle evidenti divergenze, essenzialmente dovute al fatto che Giuseppe II reputasse "di mentalità troppo antiquata" il Kaunitz e le sue riforme e soprattutto di lui non sopportava la lentezza nelle riforme che invece per il cancelliere richiedevano sempre un attento studio per vagliare tutte le conseguenze possibili di un atto imperiale. Tra i due esistevano comunque comuni punti di forza come l'interesse per la creazione di uno stato moderno e soprattutto la regolazione dei rapporti stato-chiesa. A tal proposito nel 1768 il cancelliere presentò un grande libro di memorie ove predispose la secolarizzazione delle proprietà ecclesiastiche e la fine dell'esenzione fiscale del clero, pratiche che vennero rigettate dalla pia Maria Teresa, ma che vennero invece portate avanti da suo figlio Giuseppe II, il quale fu in accordo col Kaunitz quando questi espose che l'esenzione fiscale del clero era ormai una piaga inaccettabile nello stato moderno, oltre che un motivo di mancata riscossione di un grande gettito finanziario.
Nonostante l'opposizione alla Prussia, fu Kaunitz a suggerire un incontro tra Giuseppe II e il re Federico il Grande, che avvenne a Neiße nel 1769 e che venne riproposto un anno più tardi a Mährisch-Neustadt. Durante questo secondo incontro, l'imperatore venne accompagnato da Kaunitz il quale ovviamente giocò un ruolo importante nelle discussioni, sebbene il re di Prussia fosse allora molto critico nei confronti del cancelliere di stato austriaco, ritenendolo "un oracolo in politica che pretendeva di insegnare a tutti e trattare tutti come suoi studenti". Una conseguenza di questo atteggiamento prudente fu la prima spartizione della Polonia nel 1772, fase ove Kaunitz venne sostenuto da Giuseppe II, a differenza dei negoziati nel corso della guerra di successione bavarese ove l'imperatore rimase infastidito dai negoziati del cancelliere, preferendogli l'azione militare. Il piano di Giuseppe II a ogni modo fallì e Kaunitz portò il conflitto al negoziato di pace, senza coinvolgere l'imperatore. Grazie a questi negoziati, l'Austria riuscì ad annettersi il distretto di Braunau am Inn a danno della Baviera, nel 1779.
Nel 1784 riuscì a proporre Massimiliano d'Asburgo-Lorena, fratello dell'imperatore, come principe arcivescovo di Colonia, principe-vescovo di Munster e primate di Germania, rafforzando così il controllo degli organismi statali sul clero tedesco e l'influenza degli Asburgo in Germania.
L'influenza del Kaunitz diminuì ulteriormente alla morte di Giuseppe II e con l'ascesa di suo fratello Leopoldo II il quale, pur non licenziando il cancelliere, lo mantenne in una posizione secondaria, soprattutto nell'ambito della politica estera. Kaunitz consegnò definitivamente le proprie dimissioni alla salita al trono di Francesco II, per poi morire l'anno successivo, a Vienna. Venne sepolto nella chiesa di San Giovanni Battista a Slavkov u Brna, dove ancora oggi il suo corpo riposa, in una bara di legno coperta da una lastra di vetro. Il corpo all'interno, molto ben conservato, indossa ancora gli abiti cancellereschi e le insegne dell'Ordine reale di Santo Stefano d'Ungheria.
Kaunitz fece parte della Massoneria, fu membro della loggia di Vienna Aux Trois Canons.

## Patrono delle arti

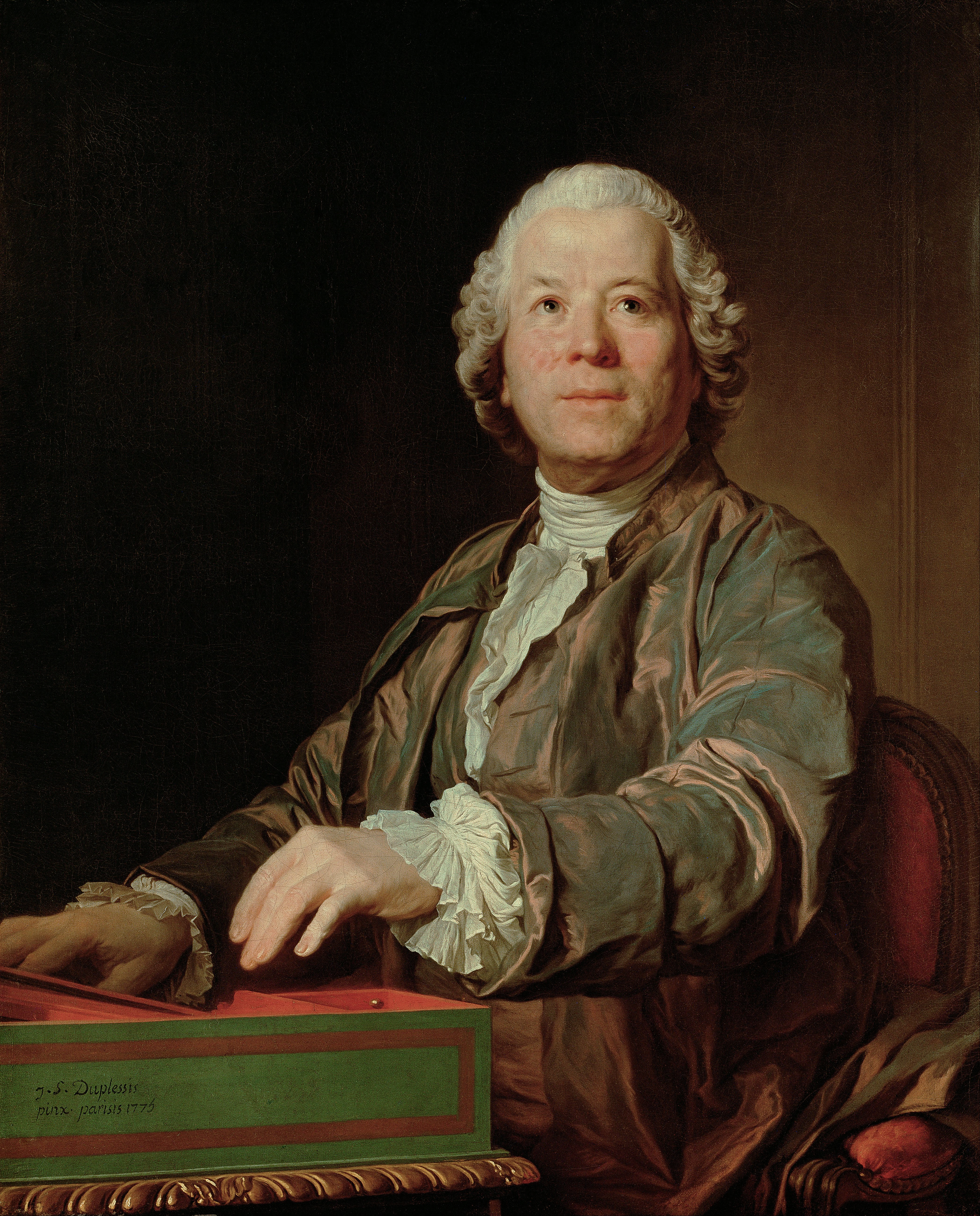
Il celebre musicista Christoph Willibald Gluck ebbe per patrono Wenzel Anton von Kaunitz-Rietberg

Wenzel Anton von Kaunitz-Rietberg fu un importante patrono delle arti e delle scienze per la sua epoca. Grande collezionista d'arte, protesse Christoph Willibald Gluck che lavorò per lui e creò l'Accademia reale di belle arti di Bruxelles. A Vienna, riunificò le varie accademie d'arte sorte e costituì l'Accademia Imperiale delle Belle Arti di Vienna, rimanendone protettore per venti anni.

## Matrimonio e figli
Il 2 maggio 1736, Wenzel Anton sposò Maria Ernestina von Starhemberg  (1717-1749), nipote del conte Gundacker Thomas von Starhemberg che a suo tempo era stato membro del consiglio dei ministri dell'imperatore Carlo VI. La cerimonia venne officiata a Vienna dal nunzio apostolico in Austria, Domenico Silvio Passionei, arcivescovo titolare di Efeso e futuro cardinale. Da questo matrimonio nacquero i seguenti figli:
- Ernst Christoph (1737 - 1797), 2º principe di Kaunitz-Rietberg, cavaliere dell'Ordine del Toson d'oro, colonnello, ciambellano e ambasciatore. Sposò la principessa Maria Leopoldina Elisabeth di Oettingen-Spielberg, figlia del principe Johann Aloys Oettingen e Oettingen-Spielberg, dalla quale avrà un figlio, Joseph Ernst Karl Januarius von Kaunitz-Rietberg (1769-1797) e una figlia, Maria Eleonora (1770-1825), che sposerà il principe Klemens von Metternich, personaggio chiave della politica d'inizio Ottocento e istitutore del Congresso di Vienna.
- Dominik Andreas, 3º principe di Kaunitz-Rietberg, sposò la contessa Maria Bernardina von Plettenberg, figlia del conte Franz Joseph von Plettenberg-Witten a Mietingen.
- Franz Wenzel (1742-1823), Feldzeugmeister.
- Joseph Clemens (1743-1785), ciambellano imperiale.
- Maria Antonia (1745-1769), sposò il conte Christoph Wilhelm von Thürheim und Bibrachzell.

## Ascendenza
|                                                         |                                             |                                              | Genitori                                     |  |  | Nonni |  |  | Bisnonni                    |  |  | Trisnonni            |  |
|                                                         |                                             |                                              |                                              |  |  |       |  |  | Leopold Wilhelm von Kaunitz |  |  | Ulrich V von Kaunitz |  |
|                                                         |                                             |                                              |                                              |  |  |       |  |  | Leopold Wilhelm von Kaunitz |  |  | Ulrich V von Kaunitz |  |
|                                                         |                                             | Ludmila Raupowsky von Raupow                 |                                              |  |  |       |  |  | Leopold Wilhelm von Kaunitz |  |  |                      |  |
| Dominik Andreas I von Kaunitz                           |                                             |                                              |                                              |  |  |       |  |  | Leopold Wilhelm von Kaunitz |  |  |                      |  |
|                                                         |                                             | Eleonore von Dietrichstein                   | Massimiliano di Dietrichstein                |  |  |       |  |  |                             |  |  |                      |  |
|                                                         |                                             | Eleonore von Dietrichstein                   | Massimiliano di Dietrichstein                |  |  |       |  |  |                             |  |  |                      |  |
|                                                         |                                             | Eleonore von Dietrichstein                   | Anna Maria del Liechtenstein                 |  |  |       |  |  |                             |  |  |                      |  |
| Maximilian Ulrich von Kaunitz                           |                                             | Eleonore von Dietrichstein                   |                                              |  |  |       |  |  |                             |  |  |                      |  |
|                                                         |                                             | Adolph Wratislaw von Sternberg               | Johann Rudolf von Sternberg                  |  |  |       |  |  |                             |  |  |                      |  |
|                                                         |                                             | Adolph Wratislaw von Sternberg               | Johann Rudolf von Sternberg                  |  |  |       |  |  |                             |  |  |                      |  |
|                                                         |                                             | Adolph Wratislaw von Sternberg               | Helene Eustachie Krinecká zu Ronova          |  |  |       |  |  |                             |  |  |                      |  |
| Maria Eleonora von Sternberg                            |                                             | Adolph Wratislaw von Sternberg               |                                              |  |  |       |  |  |                             |  |  |                      |  |
|                                                         |                                             | Anna Lucia Slawate von Chlum und Košumberk   | Jáchym Oldřich Slawate z Chlumu a Kosumberka |  |  |       |  |  |                             |  |  |                      |  |
|                                                         |                                             | Anna Lucia Slawate von Chlum und Košumberk   | Jáchym Oldřich Slawate z Chlumu a Kosumberka |  |  |       |  |  |                             |  |  |                      |  |
|                                                         |                                             | Anna Lucia Slawate von Chlum und Košumberk   | Maria Franziska Theresia von Meggau          |  |  |       |  |  |                             |  |  |                      |  |
| Wenzel Anton von Kaunitz-Rietberg                       |                                             | Anna Lucia Slawate von Chlum und Košumberk   |                                              |  |  |       |  |  |                             |  |  |                      |  |
|                                                         | Giovanni IV della Frisia orientale-Rietberg | Giovanni III della Frisia orientale-Rietberg |                                              |  |  |       |  |  |                             |  |  |                      |  |
|                                                         | Giovanni IV della Frisia orientale-Rietberg | Giovanni III della Frisia orientale-Rietberg |                                              |  |  |       |  |  |                             |  |  |                      |  |
|                                                         | Giovanni IV della Frisia orientale-Rietberg | Sabina Caterina della Frisia Orientale       |                                              |  |  |       |  |  |                             |  |  |                      |  |
| Ferdinando Massimiliano della Frisia orientale-Rietberg | Giovanni IV della Frisia orientale-Rietberg |                                              |                                              |  |  |       |  |  |                             |  |  |                      |  |
|                                                         |                                             | Anna Caterina di Salm-Reifferscheidt         | Ernesto Federico di Salm-Reifferscheidt      |  |  |       |  |  |                             |  |  |                      |  |
|                                                         |                                             | Anna Caterina di Salm-Reifferscheidt         | Ernesto Federico di Salm-Reifferscheidt      |  |  |       |  |  |                             |  |  |                      |  |
|                                                         |                                             | Anna Caterina di Salm-Reifferscheidt         | Maria Ursula di Leiningen                    |  |  |       |  |  |                             |  |  |                      |  |
| Maria Ernestina della Frisia orientale-Rietberg         |                                             | Anna Caterina di Salm-Reifferscheidt         |                                              |  |  |       |  |  |                             |  |  |                      |  |
|                                                         |                                             | Salentin Ernst von Manderscheid              | Johann Arnold von Manderscheid               |  |  |       |  |  |                             |  |  |                      |  |
|                                                         |                                             | Salentin Ernst von Manderscheid              | Johann Arnold von Manderscheid               |  |  |       |  |  |                             |  |  |                      |  |
|                                                         |                                             | Salentin Ernst von Manderscheid              | Antonia Elisabeth von Manderscheid           |  |  |       |  |  |                             |  |  |                      |  |
| Johannetta Franziska von Manderscheid                   |                                             | Salentin Ernst von Manderscheid              |                                              |  |  |       |  |  |                             |  |  |                      |  |
|                                                         |                                             | Juliane Christiana Elisabeth von Erbach      | Georg Albrecht I von Erbach                  |  |  |       |  |  |                             |  |  |                      |  |
|                                                         |                                             | Juliane Christiana Elisabeth von Erbach      | Georg Albrecht I von Erbach                  |  |  |       |  |  |                             |  |  |                      |  |
|                                                         |                                             | Juliane Christiana Elisabeth von Erbach      | Elisabetta Dorotea di Hohenlohe              |  |  |       |  |  |                             |  |  |                      |  |
|                                                         |                                             | Juliane Christiana Elisabeth von Erbach      |                                              |  |  |       |  |  |                             |  |  |                      |  |